# Космачов Георгій Сергійович
Георгій Сергійович Космачо́в (2 лютого 1911, Харків — 7 липня 1991, Харків) — український радянський художник; член Харківської організації Спілки радянських художників України з 1952 року.

## Біографія
Народився 20 січня [2 лютого] 1911 року в місті Харкові (нині Україна). Упродовж 1927—1929 років навчався на курсах живопису Асоціації художників Червоної України; у 1929—1933 роках — у Харківському художньому інстиуті, де був учнем Івана Падалки, Павла Голуб'ятникова.
У 1943—1945 роках очолював Харківські майстерні Художнього фонду УРСР; протягом 1945—1971 там же працював художником. Мешкав у Харкові в будинку на вулиці Данилевського, № 16, квартира № 20. Помер у Харкові 7 липня 1991 року.

## Творчість
Працював у галузі станкової графіки та станкового живопису. У реалістичному та імпресіоністичному стилях створював пейзажі, натюрморти. Серед робіт:
графіка
- «Рудний двір» (1945);
- «Азовсталь. Маріуполь» (1945);

графічні серії
- «Відновлення Донбасу» (1947);
- «Відбудова Дніпрогесу» (1947, акватинта);
- «Московський Кремль» (1956, літографія);
- «Горки Ленінські» (1957, літографія);
- «Індустріальні пейзажі України» (1959—1960, літографія);
- «Старі міста» (1960);
- «Шевченківськими місцями» (1960—1963);
- «Індустріальне Криворіжжя» (1961);
- «Кременчуцька ДРЕС» (1961);
- «Севастополь» (1966, кольорова літографія);
- «Москва. Красна площа» (1969—1970, літографія);

ліногравюри
- «Чигирин. Богданова гора» (початок 1960-х);
- «Форт Шевченко. Сад, який посадив арас Шевченко» (початок 1960-х);

живопис
- «Зима» (1978);
- «Весна» (1978);
- «Зимовий вечір» (1978);
- «Мальви білі» (1979, папір, олія);
- «Мальви червоні» (1979);
- «Осінь» (1979);
- «Листя» (1979);
- «У лісі» (1979);
- «Верби» (1979);
- «Дорога в колгосп» (1979);
- серія «По Чехословаччині» (1979);
- «Блакитний натюрморт» (1980);
- «Натюрморт із бузком» (1980, картон, олія);
- «Седнів» (1980);
- «Донець» (1980).

Брав участь у республіканських виставках з 1945 року, всесоюзних — з 1951 року, зарубіжних — з 1962 року. Персональні виставки відбулися у Харкові у 1958, 1965, 1974, 1976, 1981 роках.
Деякі роботи зберігаються у Луганському і Горлівському художніх музеях.